# Abdoulaye Soulama
Abdoulaye Soulama (Ouagadougou, 29 de novembro de 1979 - Bobo Dioulasso, 27 de outubro de 2017) foi um futebolista profissional burquinense que atuou como guarda redes. Faleceu em 27 de outubro de 2017, após longa luta contra doença que se verificou fatal.

## Carreira
Abdoulaye Soulama representou o elenco da Seleção Burquinense de Futebol no Campeonato Africano das Nações de 2015.

## Títulos
Burkina Faso
- Campeonato Africano das Nações: 2013 - 2º Lugar.